# Jaime Martínez Montero
Jaime Martínez Montero (Argamasilla de Alba, Ciudad Real, 15 de enero de 1949), es un maestro, Inspector de Educación, profesor Asociado de la Facultad de Ciencias de la Educación de la Universidad de Cádiz, Doctor en Flosofía y Ciencias de la Educación. Creador de Método matemático ABN.

## Biografía
Jaime Martínez Montero nace en la localidad ciudarrealeña de Argamasilla de Alba. Muy pronto su familia se traslada a Valdepeñas, en la misma provincia, donde hace sus estudios primarios, secundarios y de Magisterio, que concluye en 1968.
Por razones laborales ese año se traslada a Madrid. Allí aprueba las oposiciones de profesor de EGB (1970), cursa la carrera de Filosofía y Letras, de la que se licencia en 1974, y aprueba las oposiciones de Inspección de Enseñanza Primaria en 1977. En este mismo año se incorpora al Servicio de Inspección de Cádiz, en el que, salvo algunos paréntesis, permanecerá hasta su jubilación, en 2014. En ese tiempo fue Inspector Central del Ministerio de Educación (1983-1984), Director Provincial de los Equipos de Orientación y Atención Temprana (1985-1988), Agregado de Educación de la Embajada de España en Suiza (1991-1992) y Jefe del Servicio de Inspección (1993-1998). Se doctoró en 1995. 
Tras su jubilación intensificó su actividad en la difusión e incorporación a los centros del Método ABN, creado por él.
El método de cálculo ABN se utiliza en todo el territorio español y en casi todos los países de América. Cuenta en la actualidad con más de 250.000 alumnos, 11.000 profesores y más de mil centros educativos que siguen este método.

## Ocupación
Maestro-Profesor de EGB desde el curso 1969-1970 al 1976-1977.
Inspector de Educación desde el curso 1977-1978 al 2013-2014. Dentro de este período se han desempeñado destinos singulares:
- Inspector Central del Ministerio de Educación y Ciencia (enero de 1983 - octubre de 1984).
- Director de los Equipos de Orientación y de Atención Temprana en la provincia de Cádiz (Abril de 1985 - octubre de 1988).
- Agregado de Educación de la Embajada de España en Suiza (curso 1991-1992).
- Jefe del Servicio de Inspección de Cádiz (julio de 1993 - junio de 1998).

## Condecoraciones y premios
- 1972. Primer premio para obras de pedagogía por el libro: “Hacia una nueva iniciación gramatical”, convocado por la revista “Escuela Española” con motivo del Año Internacional del Libro.
- 1999. Condecoración de Encomienda con Placa de la Orden de Alfonso X el Sabio. Ministerio de Educación y Ciencia.
- 2000. Premio Internacional de Investigación Educativa, por su artículo “Los efectos no deseados (y devastadores) de los métodos tradicionales de aprendizaje de la numeración y de los algoritmos de las cuatro operaciones básicas”. Convocados por la SAEM “Thales” y el Ayuntamiento de San Fernando en su segunda edición.[8]

- 2018. Bandera de Andalucía en la categoría de Excelencia Educativa. Concedido por la Presidencia de la Junta de Andalucía.